# 汤米·戈尔曼
汤米·戈尔曼（英語：Tommy Gorman，1886年6月9日—1961年5月15日），加拿大男子棍网球运动员。他曾代表加拿大参加1908年夏季奥林匹克运动会棍网球比赛，获得一枚金牌。他于1961年在渥太华去世。